# Drapetis kholsa
Drapetis kholsa är en tvåvingeart som beskrevs av Smith 1965. Drapetis kholsa ingår i släktet Drapetis och familjen puckeldansflugor.
Artens utbredningsområde är Nepal. Inga underarter finns listade i Catalogue of Life.